# Casa Memorială „Ion Pop-Reteganul”
Casa memorială Ion Pop-Reteganul se află în localitatea natală a renumitului publicist și folclorist. A fost inclusă pe noua listă a monumentelor istorice sub codul  BN-IV-m-B-01750.

## Istoric
Clădirea a fost construită în anul 1866 și a devenit muzeu memorial în anul 1955. Sub auspiciile Filialei Cluj a Academiei Române, casa memorială a fost inaugurată la 22 mai 1955. Primul custode a fost cunoscutul exeget al icoanelor transilvănene pe sticlă Ioan Apostol Popescu. Sunt expuse piese de mobilier, manuscrise, scrisori, publicații, cărți editate la Gherla, publicații conduse sau la care a colaborat folcloristul Ion Pop-Reteganul. Cu ajutorul colecției prezente s-a reconstituit atmosfera unei case de intelectual de la țară de la mijlocul secolului al XIX-lea.

## Imagini

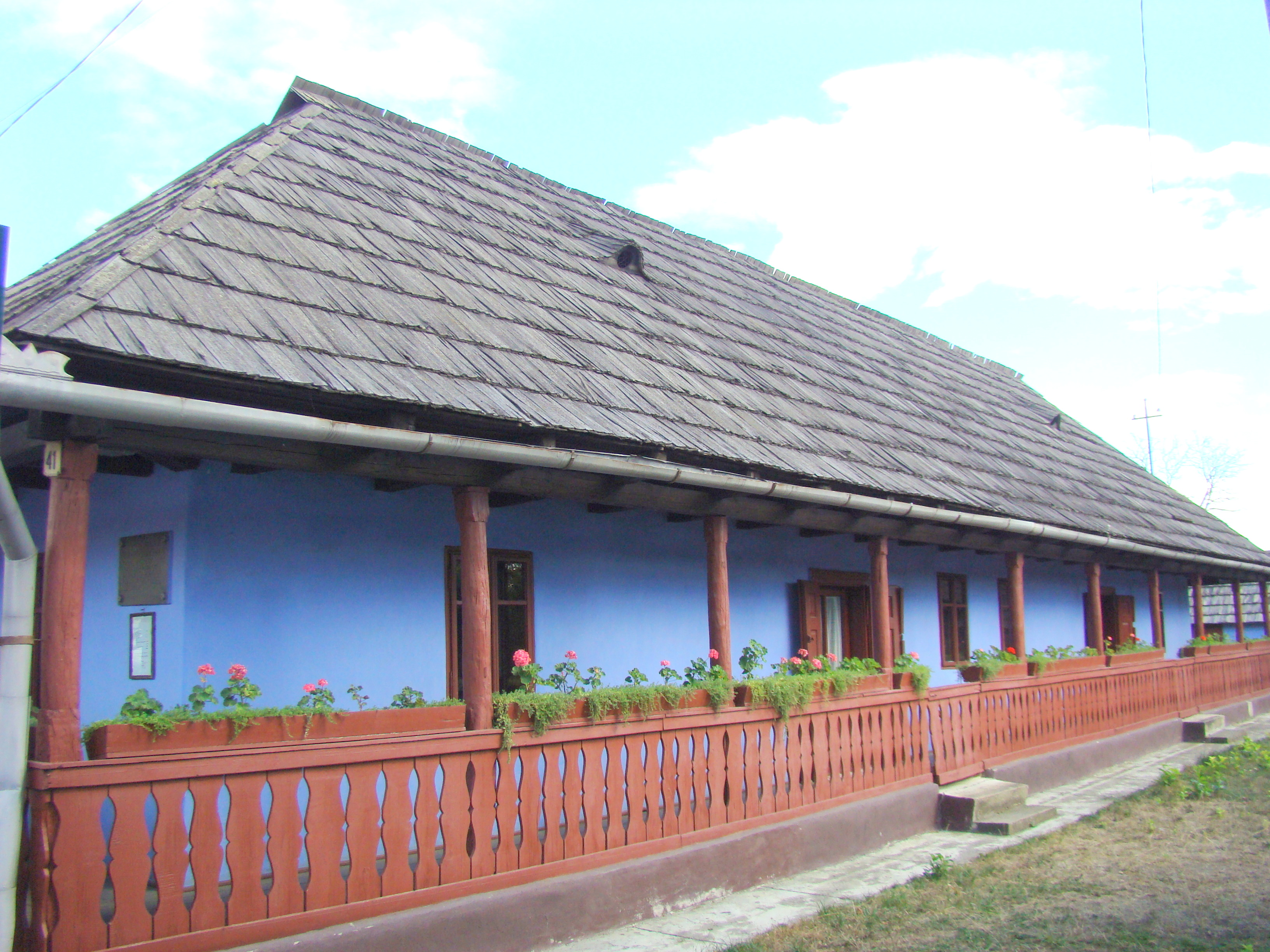
Casa memorială Ion Pop-Reteganul din satul Reteag, comuna Petru Rareș, județul Bistrița-Năsăud, foto: septembrie 2012.
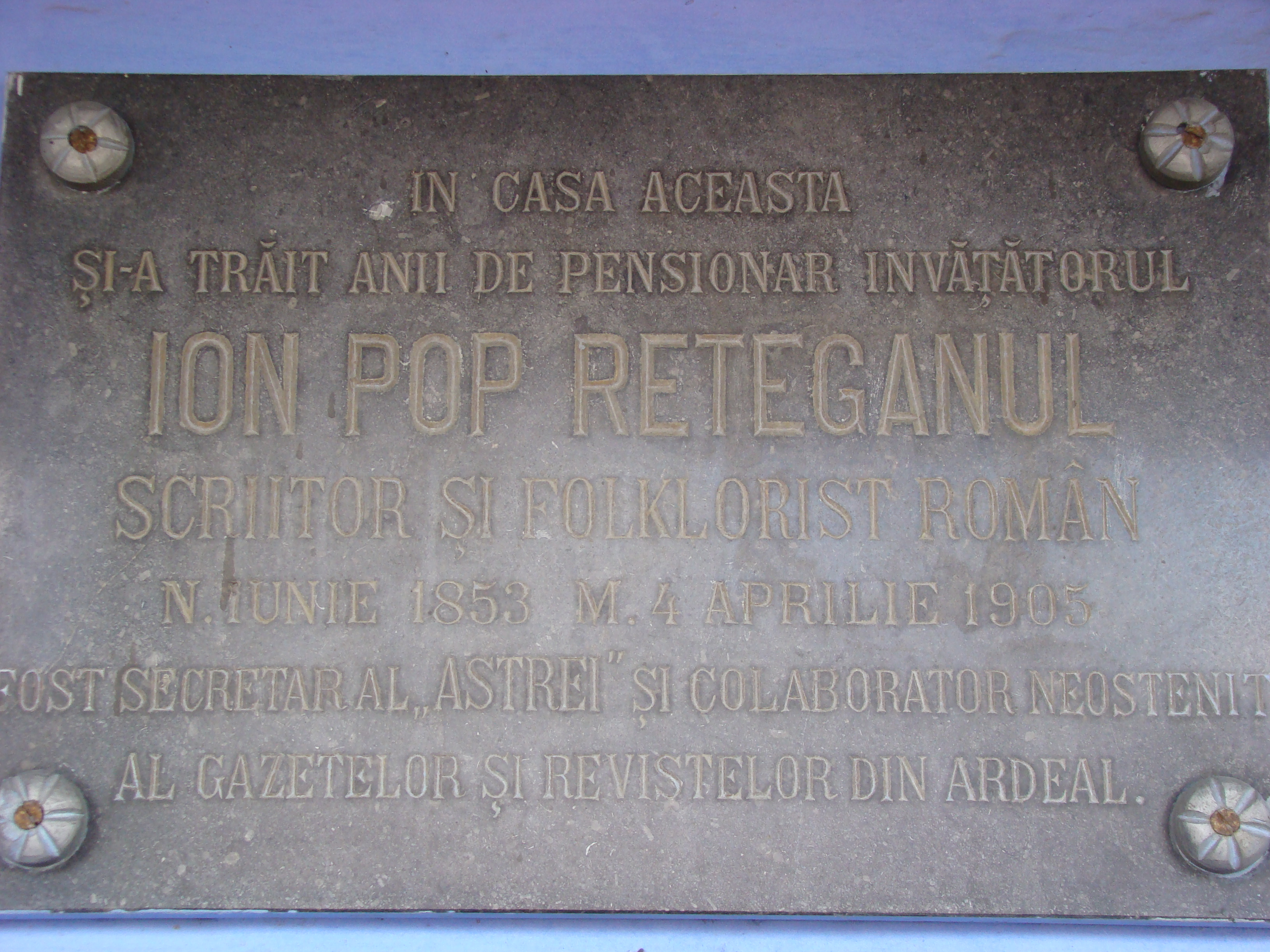
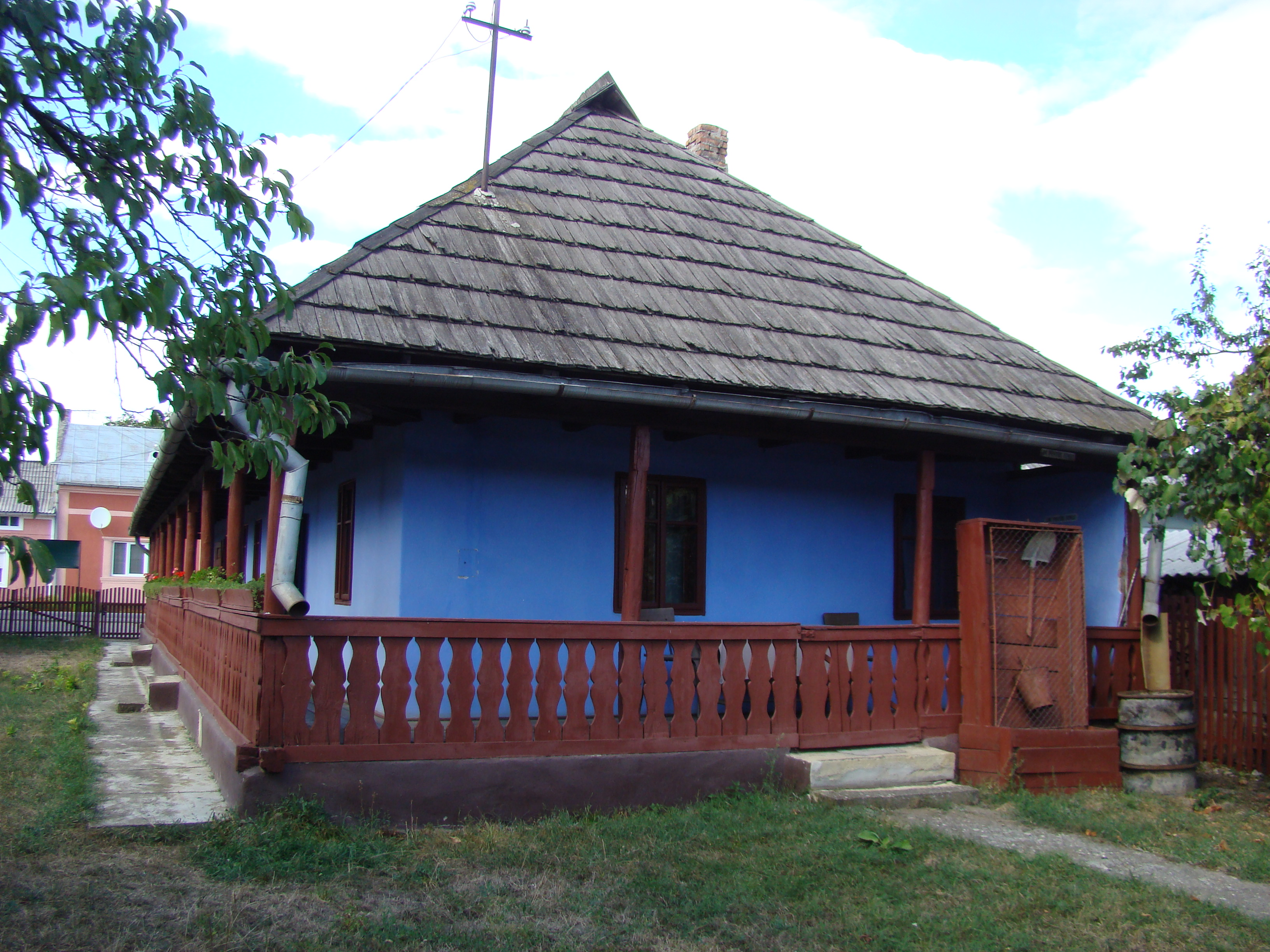
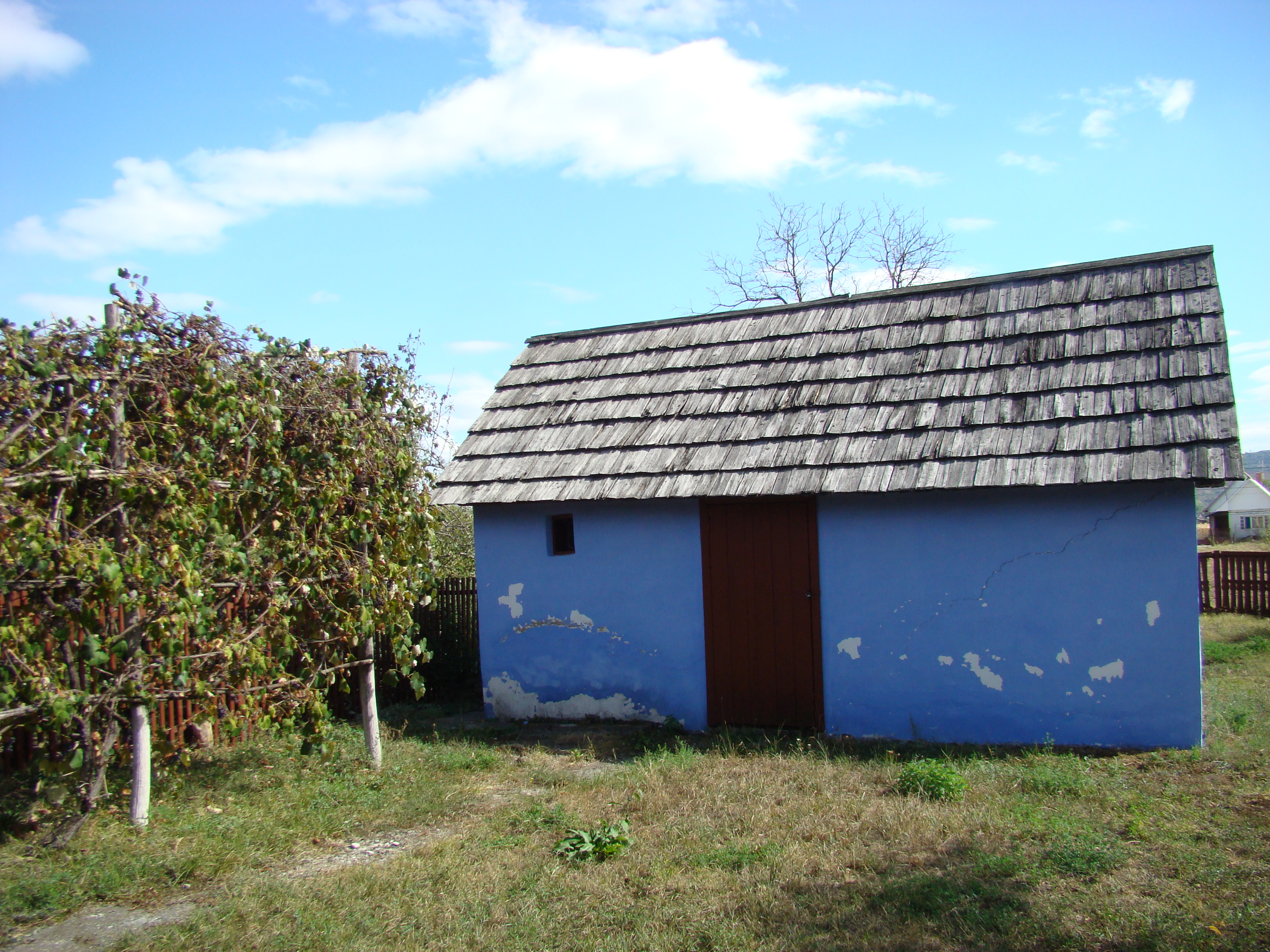
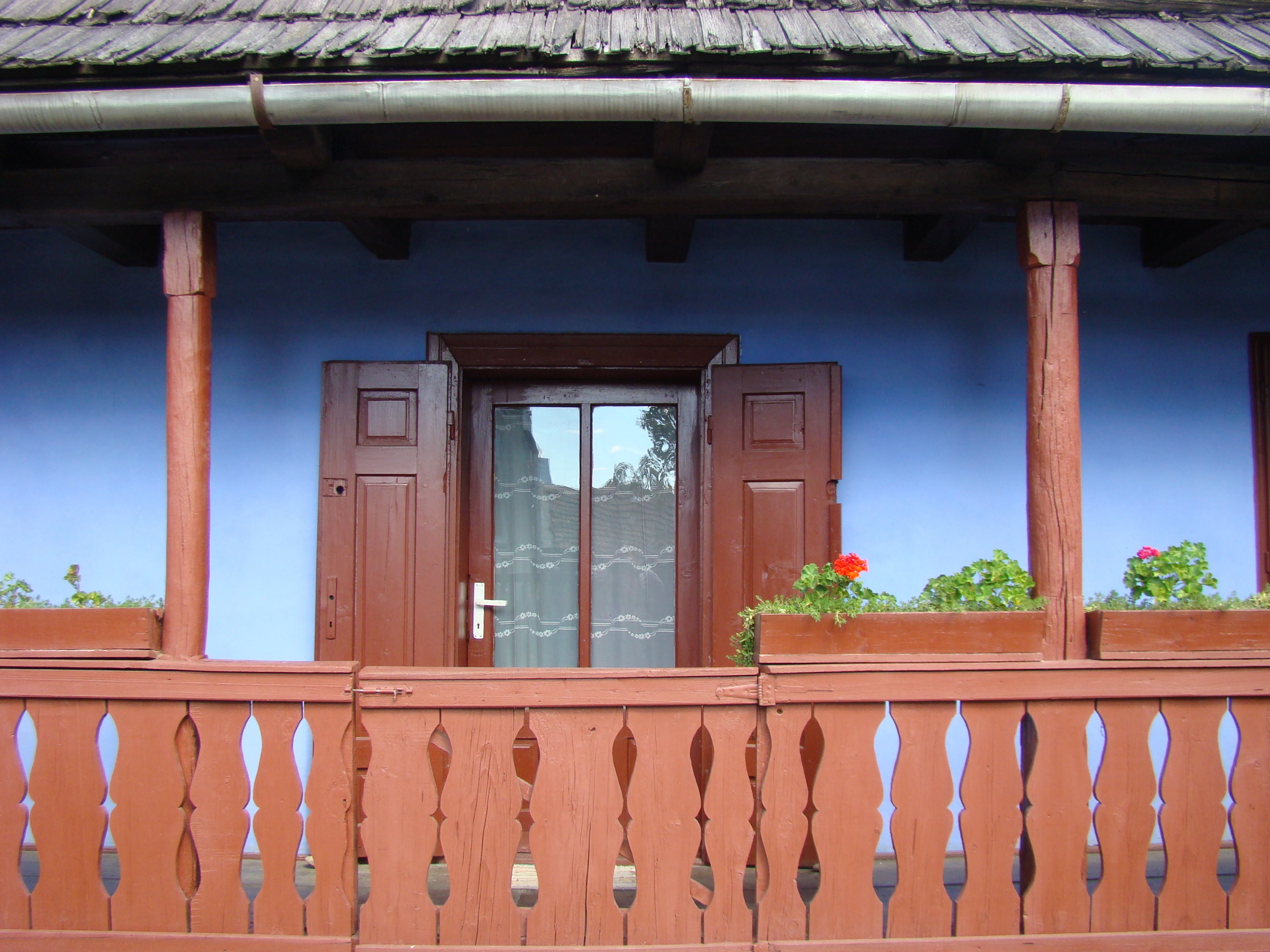
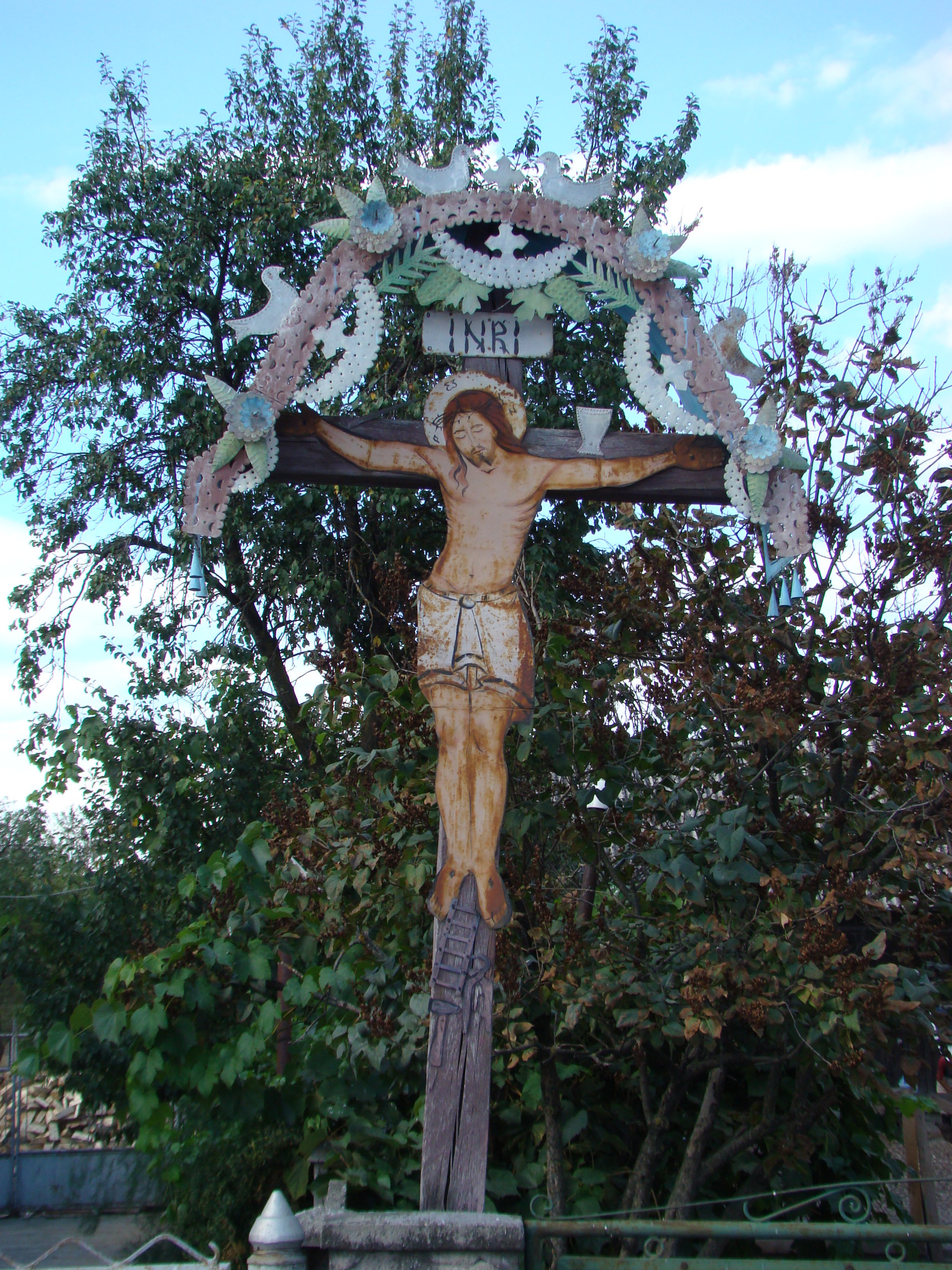
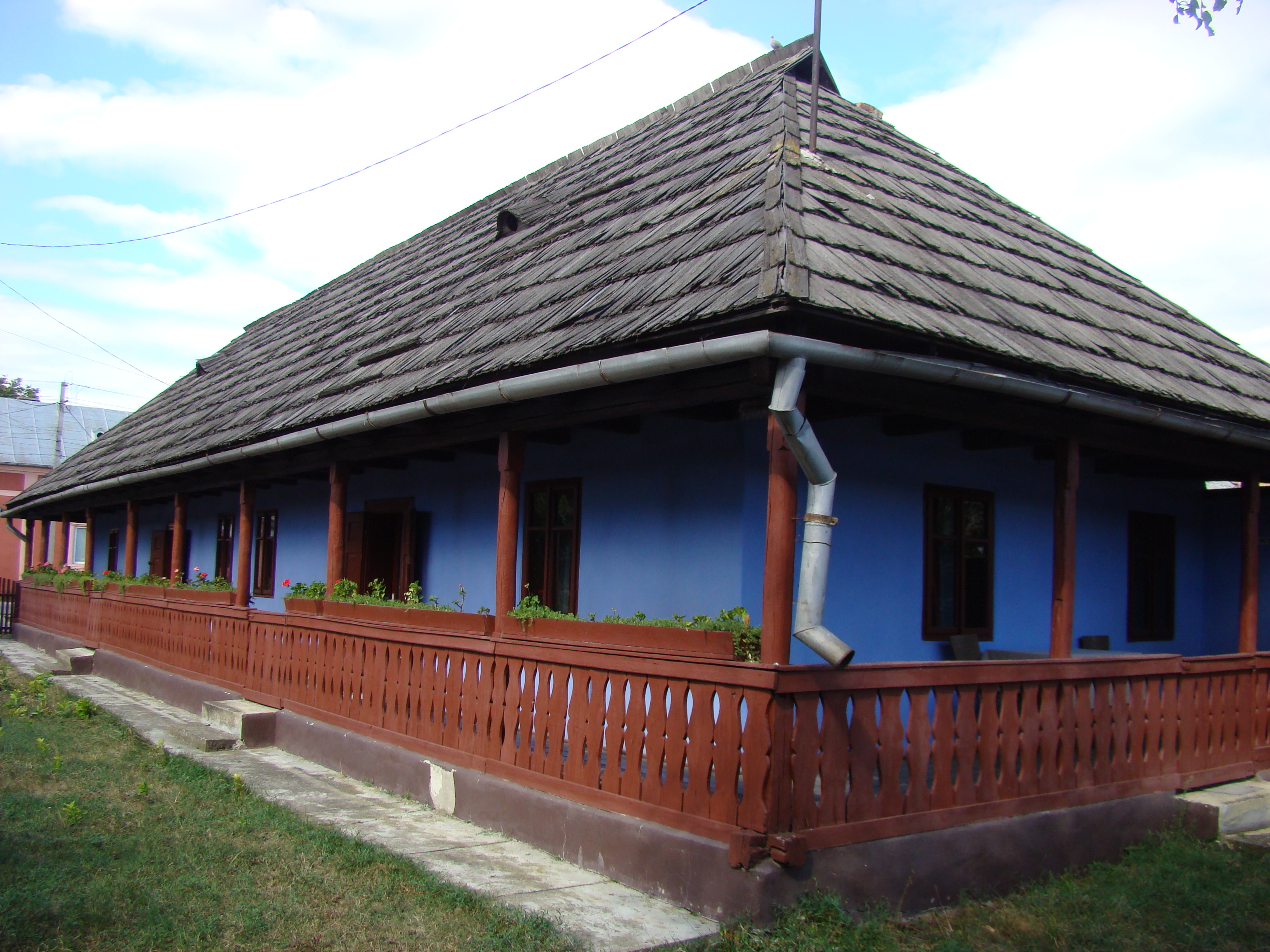